# 徐德妹
徐德妹（1967年5月23日—）生于浙江湖州，是中华人民共和国田径运动员，为本国参加西班牙巴塞罗那的1992年夏季奥林匹克运动会的女子标枪竞赛。她最大的成功是在1991年夺得世界冠军，在铅球运动员黄志红摘取中国在世界田径锦标赛的首金后仅一周。
她也是1991年亚洲田径锦标赛冠军，获1989年亚洲田径锦标赛和1990年亚洲运动会银牌。她在1992年国际田联世界杯上为第四名。

## 战绩
| 年        | 賽事           | 舉辦城市           | 名次      | 記錄      |
| 代表 中国 | 代表 中国      | 代表 中国          | 代表 中国 | 代表 中国 |
| --------- | -------------- | ------------------ | --------- | --------- |
| 1989      | 亚洲锦标赛     | 印度新德里         | 第2名     | 57.32 m   |
| 1990      | 亚洲运动会     | 中华人民共和国北京 | 第2名     | 61.92 m   |
| 1991      | 亚洲锦标赛     | 马来西亚吉隆坡     | 第1名     | 59.84 m   |
| 1991      | 世界锦标赛     | 日本东京           | 第1名     | 68.78 m   |
| 1992      | 奥林匹克运动会 | 西班牙巴塞罗那     | 第14名    | 59.98 m   |
| 1992      | 国际田联世界杯 | 古巴哈瓦那         | 第4名     | 57.80 m   |

## 外部連結
- 徐德妹在World Athletics（英语）
- 徐德妹在Olympics.com（英语）
- 徐德妹在Olympedia（英语）